# Kunstskøjteløb under sommer-OL 1908
Kunstskøjteløb var med på det olympiske program for første gang 1908 i London. Det var første gang en vintersport var en olympisk øvelse. Der blev konkurreret i fire discipliner, to for herrer og én for damer og en for par. Seks lande var repræsenteret; ud over dem der vandt medaljer deltog Argentina og USA. Ingen af disciplinerne havde mere en syv deltager og i to af øvelserne var der kun tre deltagere. Konkurrencerne blev gennemført 28. og 29. oktober i Prince's Skating Club i bydelen Knightsbridge i London. 

## Medaljer
| Kunstskøjteløb under sommer-OL 1908 – London | Kunstskøjteløb under sommer-OL 1908 – London | Kunstskøjteløb under sommer-OL 1908 – London | Kunstskøjteløb under sommer-OL 1908 – London | Kunstskøjteløb under sommer-OL 1908 – London | Kunstskøjteløb under sommer-OL 1908 – London |
| -------------------------------------------- | -------------------------------------------- | -------------------------------------------- | -------------------------------------------- | -------------------------------------------- | -------------------------------------------- |
| Nr.                                          | Land                                         | Guld                                         | Sølv                                         | Bronze                                       | Totalt                                       |
| 1.                                           | Storbritannien                               | 1                                            | 2                                            | 3                                            | 6                                            |
| 2.                                           | Sverige                                      | 1                                            | 1                                            | 1                                            | 3                                            |
| 3.                                           | Tyskland                                     | 1                                            | 1                                            | 0                                            | 2                                            |
| 4.                                           | Rusland                                      | 1                                            | 0                                            | 0                                            | 1                                            |
| Totalt                                       | Totalt                                       | 4                                            | 4                                            | 4                                            | 12                                           |

### Herrer
| Plads | Land               | Udøver            | Point  |
| ----- | ------------------ | ----------------- | ------ |
| 1     | Sverige SWE        | Ulrich Salchow    | 1886,5 |
| 2     | Sverige SWE        | Richard Johansson | 1826,0 |
| 3     | Sverige SWE        | Per Thorén        | 1787,0 |
| 4     | Storbritannien GBR | John Greig        | 1554,5 |
| 5     | Storbritannien GBR | Albert March      | 1160,0 |
| 6     | USA                | Isaac Brokaw      | 1201,0 |

Dato: 28. og 29. oktober.
Ni udøvere fra fem lande. 

### Special figurer herrer
| Plads | Land               | Udøver                   | Point |
| ----- | ------------------ | ------------------------ | ----- |
| 1     | Rusland RUS        | Nikolai Kolomenkin-Panin | 219,0 |
| 2     | Storbritannien GBR | Arthur Cumming           | 164,0 |
| 3     | Storbritannien GBR | George Hall-Say          | 104,0 |

Dato: 29. oktober.
Tre udøvere fra to lande.

### Damer
| Plads | Land                 | Udøver                   | Point  |
| ----- | -------------------- | ------------------------ | ------ |
| 1     | Storbritannien GBR   | Madge Syers-Cave         | 1262,5 |
| 2     | Tyske Kejserrige GER | Elsa Rendschmidt         | 1055,0 |
| 3     | Storbritannien GBR   | Dorothy Greenhough-Smith | 960,5  |
| 4     | Sverige SWE          | Elna Montgomery          | 851,5  |
| 5     | Storbritannien GBR   | Gwendolyn Lycett         | 820,0  |

Dato: 28. og 29. oktober.
Fem udøvere fra tre lande.

### Pardans
| Plads | Land                 | Udøvere                          | Point |
| ----- | -------------------- | -------------------------------- | ----- |
| 1     | Tyske Kejserrige GER | Anna Hübler Heinrich Burger      | 56,0  |
| 2     | Storbritannien GBR   | Phyllis Johnson James H. Johnson | 51,5  |
| 3     | Storbritannien GBR   | Madge Syers-Cave Edgar Syers     | 48,0  |

Dato: 29. oktober.
Seks udøvere, (tre par) fra to lande.